# Хенри Кевендиш
Хенри Кевендиш (енгл. Henry Cavendish; Ница, 10. октобар 1731 — Лондон, 24. фебруар 1810) био је енглески научник, хемичар и физичар, познат по открићу хемијског елемента водоника. Дао је радове из хемије, физике, астрономије и метеорологије. Одредио је густину Земље, експериментално доказао привлачење тела по закону гравитације и одредио гравитациону константу 1798. године.
Веома познат као стидљив човек, Кевендиш је поред свега био познат по својој тачности и прецизности у свим његовим истраживањима као и по одређивању састава атмосферског ваздуха, закону о електричном привлачењу и одбијању, механичкој теорија топлоте, и прорачуну густине Земље. Његов експеримент о израчунавању густине Земље познат је као Кевендишов оглед.

## Биографија

### Младост
Хенри Кевендиш је рођен 10. октобра 1731. године у Ници, где му је породица живела у то време. Његова мајка била је госпођа Ана Греј, четврта ћерка Хенрија Греја, а његов отац је био Лорд Чарлс Кевендиш, трећи син Вилијама Кевендиша. Његова породица прати своје порекло осам векова до норманских времена и била је уско повезана са многим аристократским породицама Велике Британије. Његова мајка је умрла 1733. године, три месеца после рођења њеног другог сина Фредрика, и мало пре Хенријевог другог рођендана, оставивши Лорда Чарлса Кевендиша да одгаја своја два сина.
Са 11 година, Хенри је кренуо у Академију Хакнеј, приватну школу близу Лондона. Са својих 18 година (24. новембра 1748. године) уписао је Кембриџ Универзитет у Петерхаусу, али га је напустио три године касније (23. новембра 1751. године) без узимања дипломе (уобичајена пракса). Након тога је живео са својим оцем у Лондону, где је убрзо имао своју лабораторију.
Лорд Чарлс Кевендиш је најпре посветио свој живот политици, а затим и науци, највише у Краљевском Друштву Лондона. 
1758. године, почео је да води Хенрија на састанке Краљевског Друштва и такође на вечере Клуба Краљевског Друштва. 
1760. године Хенри Кевендиш је изабран за члана обе групе и био је истрајан у свом присуству након тога. Није узео учешћа у политици, али је пратио свог оца у науци, кроз његова истраживања и кроз учешће у разним научним организацијама.
Његово интересовање и стручност за коришћење научних инструмената довело га је на чело комисије за разматрање метеоролошких инструмената Краљевског Друштва и да помогне у процени самих инструмената Краљевске Гринич опсерваторије. Његов први научни рад “Вештачки ваздух” појавио се у 1766. години. Комисије у којима је он био члан, укључујући и уређивачки одбор, који одабира радове за објављивање у научном часопису Филозофској Трансакцији, као и комисију за транзит Венере (1769), за гравитационо привлачење планина (1774) и истраживачка упутства за Константин Филипсову експедицију (1773. године) у истраживачком походу на Северни пол и Северозападни пролаз. У 1773. години Хенри се придружио свом оцу као изабрани поверник Британског музеја, коме је уложио доста времена и труда. Убрзо након што је Краљевска институција Велике Британије утврђена, Кевендиш је постао управник (1800. године), где је активно учествовао, поготово у лабораторији, где је доприносио и помагао Дејвију Хамфрију у хемијским експериментима.

## Хемијско истраживање
Након смрти свог оца, Кавендиш је почео да блиско сарађује са Чарлсом Благденом, чиме је помогао Благдену да у потпуности припадне Лондонском научном друштву. Заузврат, Благден је помогао да се Кевендиш држи подаље од јавности. Кевендиш није објављивао књиге, написао је неколико научних радова, али је упркос томе постигао много. Бавио се истраживањем у неколико области, укључујући и механику, оптику и магнетизам, које је изучавао детаљно, што се види и у његовим рукописима, али их има у малим количинама међу објављеним радовима. Кевендиш се сматра једним од такозваних пнеуматских хемичара из осамнаестог и деветнаестог века, заједно са, на пример, Џозефом Пристлијем, Џозефом Блеком и Данијелом Радерфордом. Кевендиш је открио необичан и веома запаљив гас, који је назвао "запаљиви ваздух", а који настаје деловањем одређених киселина на одређене метале. Овај гас је заправо водоник, за којег је Кевендиш утврдио да у сваком молекулу воде постоје два атома водоника.
Иако су остали имали сазнања о водонику раније, попут Роберта Бојла, који је открио хемијску реакцију у којој је издвојио водоник, Кевендишу се обично приписује заслуга за откривање овог елемента. Такође, растварањем алкала у киселинама, Кевендиш је направио "тешки ваздух" (угљен-диоксид) који је издвајао, као и неке друге гасове, у боцама изврнутим изнад воде или живе. Он је тада измерио њихову специфичну тежину и растворљивост у води и истакао њихове запаљиве особине. Кевендишу је за ово додељена Копли медаља Краљевског Друштва. Хемија гасова је била од све већег значаја у другој половини 18. века и постала пресудна за Француза Антоана Лавоазјеа односно његову реформу хемије, опште познату као хемијска револуција.
Године 1783, Кевендиш је објавио рад о еудиометрији (мерењу погодности гасова за дисање). У том раду, описао је нови еудиометар, који је био његов проналазак, са којим је постигао најбоље резултате мерења до тада, употребљавајући не баш поуздане методе мерења тежине гасова. У следећем раду је објавио да се спаљивањем "запаљивог ваздуха" (то јест, водоника) у "несагоривом ваздуху" (познатијем као кисеоник) добија вода.
О свом открићу је обавестио Џозефа Пристлија, енглеског свештеника и научнику, најкасније у марту 1783. године, али ово откриће није објавио до следеће године. Шкотски проналазач Џејмс Ват објавио је рад о саставу воде 1783. године, док је Кевендиш први извео ове експерименте, али их је објавио након Вата. Уследило је неслагање око тога чије су заслуге за ово откриће.
1785. године Кевендиш је извршио испитивање састава обичног (тј. атмосферског) ваздуха, и добио импресивно тачне резултате. Водио је експерименте у којима су водоник и обичан ваздух комбиновани у познатим односима, а потом би експлодирали уз варничење. Поред тога, такође је описао експеримент у коме је био способан да уклони, у модерној терминологији, и кисеоник и азот из узорка атмосферског ваздуха све док не би остао мали балон инертног гаса. Користећи своја запажања, Кевендиш је приметио да, када одреди количину сагоривог ваздуха (азота) и несагоривог ваздуха (кисеоника) остаје запремина гаса у износу од 1/120 првобитне запремине азота.
Пажљивим мерењем је дошао до закључка да се "обичан ваздух састоји од једног дела несагоривог ваздуха (кисеоника), помешан са четири дела сагорива ваздуха (азота)".
Године 1890. (око 100 година касније) два британска физичара, Вилијам Ремзи и Џон Вилијам Страт, схватили су да је њихов нетом откривени интертни гас, аргон, одговоран за Кевендишову недореченост, јер ипак он није направио никакву грешку. Он је заправо извршио ригорозне квантитативне експерименте, користећи стандардизоване инструменте и методе, у циљу репродуковања резултата, узимајући средњу вредност резултата неколико експеримената и идентификацијом и омогућавањем извора грешке. Вага коју је он користио, коју је направио занатлија по имену Харисон, била је прва од прецизних вага 18. века, прецизна као и Лавоазјеева (са релативном прецизношћу један на према 400.000). Кевендиш је радио са својим творцима инструмената, па је у принципу радио на побољшању постојећих инструмената него на изумевању потпуно нових.
Године 1783. је објавио рад на тему “Температура на којој жива мрзне” и у том раду употребио идеје латентне топлоте, мада није користио термин јер је сматрао да се то подразумева прихватањем материјалне теорије топлоте. Он је своје експлицитне примедбе изнео у свом раду о ваздуху 1784. године.
Кевендиш је, као што је горе наведено, користио језик познат старијим хемијским теоријама.
Године 1787. је постао први научник изван Француске, који је прихватио нову Лавоазјееву теорију, иако је остао скептичан у вези њене номенклатуре.
Кевендиш је наставио да развија општу теорију топлоте, а рукопис те теорије је датиран касних 1780-их година. Његова теорија је истовремено математичка и механичка: садржала је принцип одржања топлоте (који је касније схваћен као последица закона одржања енергије) и такође садржала концепт (међутим не и сам назив) механички еквивалент топлоте.

## Густина Земље
Након очеве смрти, Хенри је купио још једну кућу у граду и такође једну кућу у Клафаму, у то време на југу Лондона. У њу је уселио своју библиотеку, док је већину својих инструмената држао у Клафаму, где је и спроводио и већину својих експеримената. Најпознатији од тих експеримената, објављен 1798. године, био је о утврђивању Земљине густине и постао познат као Кевендишов оглед. Апаратура коју је Кавендиш користио за процену масе Земље, је модификација торзионе ваге коју је направио енглески геолог Џон Мичел, који је умро пре почетка експеримента. Апаратура је Кевендишу послата у деловима, па је он завршио експеримент 1797. године и 1798. године објавио резултате.
Апаратура се састојала од торзионе ваге са паром мањих оловних кугли масе око 730 грама обешених о нит торзионе ваге и две много веће стационарне оловне кугле маса 159 килограма. Кавендиш је имао намеру да измери силу гравитационог привлачења између мале и велике кугле. Он је уочио да је апаратура осетљива на температурне разлике и струјање ваздуха, те је направио измене тако што је изоловао апарат у посебну просторију са спољним контролама и телескопима за вршење мерења и очитавање.
Користећи ову опрему, Кевендиш израчунава силу привлачења између кугли из периода осциловања торзионе ваге, а онда је искористио ту вредност да израчуна густину Земље. Кевендиш је утврдио да је средња густина Земље 5,48 пута већа од густине воде. Џон Хенри Поинтинг касније је утврдио да је требало да подаци дођу до вредности од 5.448 и да је то заиста средња вредност од двадесет девет мерења које је Кавендиш уврстио у свој рад. Оно што је изванредно у вези Кевендишовог експеримента јесте његова елиминација сваког извора грешке и сваког фактора који би могао да поремети експеримент и његову прецизност у мерењу невероватно мале привлачности. Резултат који је Кавендиш добио за густину Земље је унутар 1% тренутно прихваћене бројке.
Кевендишов рад омогућио је израчунавање грравитационе константе (γ) и масе Земље. Из његових резултата се добија вредност гравитационе константе γ=6.754 × 10−11Nm2/kg2, што се у значајној мери слаже са садашњим вредностима 
6.67428 × 10−11Nm2/kg2.
Књиге често описују Кевендишов рад као мерење гравитационе константе (γ) или масе Земље. Будући да је ово повезано са густином Земље једноставном алгебарском једначином, ниједан од ових извора није нетачан, али се не подударају са Кевендишовом терминологијом, на шта указује више аутора. Кевендишов почетни циљ био је да израчуна само густину Земље, али је он заправо израчунао гравитациону константу преко које се може добити и густина Земље.

## Електрично истраживање
Кевендишови електрични и хемијски експерименти су почели док је он живео са својим оцем, у лабораторији која се налазила у њиховој кући у Лондону. Лорд Чарлс Кевендиш је умро 1783. године, оставивши скоро све своје знатне некретнине Хенрију Кевендишу.
Као његова теорија о топлоти, Кевендишова теорија о електрицитету је дата у математичкој форми, а заснована је на прецизним квантитативним експериментима. 
У 1771. години објавио је рану верзију своје теорије, базирану на наелектрисаном флуиду који се шири и врши притисак. 
Закључио је да, уколико је интензитет електричне силе обрнуто пропорционалан растојању, тада ће се наелектрисани флуид, у тежњи да одржи електронеутралност система, распоредити по спољашњем ободу наелектрисане сфере.
Кевендиш је писао радове на тему електрицитета за Краљевско Друштво, али гомила његових експеримената о електрицитету нису били доступни јавности све док нису били сакупљени и заједно објављени, од стране Џејмса Клерк Максвела, један век касније (1879. године), дуго након што су други научници били награђени за исте резултате. 
Кевендишови радови о електрицитету из Филозофске трансакције Краљевског Друштва у Лондону су били прекопирани, заједно са већином његових манускриптура о електрицитету у "Научни радови поштованог Хенрија Кевендиша" ("The Scientific Papers of the Honorable Henry Cavendish, F.R.S.") 1921. године.
Према 1911. издању од Енциклопедије Британике, Кевендишова открића су била концепт електричног потенцијала (који је он звао степен наелектрисаности), и увео је једну од првих јединица капацитивности (капацитивност сфере пречника од једног инча), формула за капацитет плоче кондензатора, концепт диелектричне константе материјала, веза електричног потенцијала и струје (познатији као Омов закон) (1781. године), закони поделе струје у паралелно везаном струјном колу и закон обрнуто сразмерне зависности елетричне силе од квадрата растојања, сада позваног Кулонов закон.

## Смрт
Хенри Кевендиш је умро 24. фебруара 1810. године као један од најбогатијих људи у Великој Британији, заједно са многим својим прецима био је сахрањен у цркви, која је сада Дерби Катедрала. Улица у Дербију у којој је он живео је назван по њему. Кевендиш Лабораторија на Кембриџ Универзитету била је задужбина Хенријевог рођака Вилијама Кевендиша, седмог војводе Девоншира (Канцелара Кембриџ Универзитета од 1861. године до 1891. године).

## Личност и наслеђе
Кевендиш је био стидљив човек којем је било непријатно у друштву и избегавао га је кад год је могао. Није био причљив, увек је био обучен у старомодно одело, и није познато да је развио икакве дубље везе изван своје породице. Кевендиш је био уздржан, усамљен и сматран ексцентричним. Хенри Кевендиш је комуницирао са својим женским слугама само преко бележака. Једном приликом, Кевендиш је уградио додатно степениште да би избегао сусрете са кућном помоћницом, јер је био посебно стидљив у присуству жена. Савремени извештаји о његовој личности навеле су неке модерне коментаторе, као што је Оливер Сакс, да спекулишу да је он имао Аспергеров синдром, иако постоји могућност да је само био антропофобичан.
Једино место где је одлазио био је Клуб Краљевског Друштва, чији су чланови вечерали заједно пре недељних састанака. Кевендиш је ретко кад пропуштао састанке, и био је дубоко поштован од стране својих колега савременика. Међутим, његова стидљивост доводила је оне који су захтевали његове ставове да причају у празно. Ако су њихове примедбе биле достојне, могли би добити мрмљање уместо одговора, али често би чули зловољну шкрипу (изгледа да је његов глас био веома пискав) и схватили да виде Кевендиша како бежи у жељи да нађе мирнији ћошак. Кевендишова религијска гледишта су такође сматрана ексцентричним за његово доба. За њега је сматрано да је агностичан. Како његов биограф, Џорџ Вилсон, коментарише: "Што се тиче Кевендишове религије, он је био ништа."
Због његовог асоцијалног и тајанственог понашања, Кевендиш је често избегавао објављивање својих радова, и за много његових открића није чак ни поделио својим колегама научницима. Крајем деветнаестог века, дуго после његове смрти, Џејмс Клерк Максвел је прегледао Кевендишове радове и пронашао ствари за које су други добили признање. Примери који су укључени у Кевендишова открића или предвиђања били су Рихтеров закон смеше, Омов закон, Далтонов закон парцијалних притисака, принципи електричне проводљивости (укључујући Кулонов закон) и Шарлов гасни закон. Рукопис "Топлота", условно датиран између 1783. године и 1790. године, описује "механичку теорију топлоте". До сада непознат, рукопис је анализиран почетком 21. века. Историчар науке Расел Маккормак предложио је да "Топлота" буде једини рад који је у 18. веку указивао на термодинамику. Теоријски физичар Дитрих Белиц, закључио да је у овом раду Кевендиш "схватио природу топлоте суштински добро".
Када је Кевендиш изводио свој познати експеримент "Густина Земље" у помоћној згради у башти његовог имања, комшије су имале обичај да показују на зграду и говоре својој деци да је то место где је свет измерен.
У част достигнућа Хенрија Кевендиша и доприноса Хенријевог рођака Вилијама Кевендиша, седмог војводе Девоншира, физичка лабораторија Универзитета Кембриџ названа је Кевендиш Лабораторија од стране Џејмс Клерк Максвела, првог Кевендиш Професора Физике и поштовалаца Кевендишовог животног дела.